# Coeligetes submetallica
Coeligetes submetallica es un coleóptero de la familia Chrysomelidae.
Fue descrita científicamente en 1884 por Jacoby.